# Alauaio-de-oahu
O alauaio-de-oahu, Paroreomyza maculata é uma espécie extinta de ave passeriforme que era endêmica do Havaí. Foi descrita cientificamente por Jean Cabanis em 1892.